# 3e étape du Tour d'Espagne 2010
La 3e étape du Tour d'Espagne 2010 s'est déroulée le lundi 30 août 2010 entre Marbella et Malaga sur 156 km. Le Belge Philippe Gilbert (Omega Pharma-Lotto) remporte l'étape en solitaire et s'empare du maillot rouge.

## Profil de l'étape
Cette étape comprend un premier col comptant pour le classement de la montagne dès le départ : le Puerto de Ojén (2e catégorie). Puis les coureurs vont franchir le premier vrai col de cette Vuelta : le Puerto del Léon (1re catégorie), situé sur les hauteurs de Malaga à 37 kilomètres de l'arrivée. La montée est longue (16 km), mais reste peu pentue (5,4 % de moyenne). Le dernier kilomètre n'est pas tout plat, puisqu'il s'agit d'une montée à 5 % de moyenne.

## Côtes
Deux côtes sont répertoriées.
|   | Cycliste         | Équipe            | Pts |
| - | ---------------- | ----------------- | --- |
| 1 | Niki Terpstra    | Team Milram       | 5   |
| 2 | Serafín Martínez | Xacobeo Galicia   | 3   |
| 3 | Egoi Martínez    | Euskaltel-Euskadi | 1   |

|   | Cycliste         | Équipe            | Pts |
| - | ---------------- | ----------------- | --- |
| 1 | Serafín Martínez | Xacobeo Galicia   | 10  |
| 2 | David Moncoutié  | Cofidis           | 6   |
| 3 | Egoi Martínez    | Euskaltel-Euskadi | 4   |
| 4 | Mikaël Cherel    | FDJ               | 2   |
| 5 | Blel Kadri       | AG2R La Mondiale  | 1   |

## Déroulement de la course
Après une quarantaine de kilomètres agités, c'est finalement une échappée de sept coureurs qui anime l'étape : Blel Kadri (AG2R La Mondiale), Mikaël Cherel (La Française des jeux), Javier Ramírez Abeja (Andalucía-Cajasur), Egoi Martínez (Euskaltel-Euskadi), Serafín Martínez (Xacobeo Galicia), Niki Terpstra (Team Milram), et Jelle Vanendert (Omega Pharma-Lotto). Ils ont compté un écart maximal de 9 minutes et 20 secondes après 67 km de course. À 50 km de l'arrivée, l'écart n'est plus que de 4 minutes en faveur des échappés sur un peloton emmené surtout par les équipes Team Columbia-HTC, Team Katusha, Liquigas, et Caisse d'Épargne.
Dans l'ascension du Puerto de Leon, José Vicente García Acosta (Caisse d'Épargne) durcit la course, alors que les sprinteurs (Mark Cavendish, Thor Hushovd) sont rapidement lâchés. L'écart descend à 3 minutes et 15 secondes alors que les coureurs sont éparpillés sur la route. Ramírez Abeja est le premier lâché à l'avant dans le groupe de tête mais il s'accroche. L'écart descend sous les 3 minutes. L'équipe Liquigas assure le train en tête de peloton et à 46 km de l'arrivée, seuls 80 coureurs sont encore dans le peloton alors que l'écart en faveur des six échappés n'est plus que de 2 minutes et 30 secondes. Andy Schleck semble aussi en difficulté. Alors que le peloton s'agite, en tête, Serafin Martinez prend les devants à 8 km du sommet alors qu'il ne compte plus qu'une minute et 45 secondes d'avance sur le peloton. Le rythme du peloton s'accélère et Andy Schleck est définitivement lâché à 40 km de l'arrivée. David Moncoutié (Cofidis) passe à l'offensive alors que l'image de Martin Pedersen (Footon-Servetto) complètement arrêté sur la route à l'arrière du peloton, marquera cette étape de la Vuelta.
Au sommet du Puerto de Leon, Serafín Martínez passe en tête, avec 40 secondes d'avance sur Moncoutié, qui a repris et doublé le reste de l'échappée, et 1 minute et 52 secondes sur le peloton. Dans la descente, Moncoutié est rejoint par son compatriote Chérel et Egoi Martínez. À 25 km de l'arrivée, Serafin Martinez a 50 secondes d'avance sur les trois poursuivants et 1 minute et 35 secondes sur le peloton, réduit à une cinquantaine d'unités. Le peloton semble se relever alors qu'il n'est pourtant qu'à une trentaine de secondes du trio de poursuite à 17 km de l'arrivée.
À 14 km de l'arrivée, Serafin Martinez compte toujours 50 secondes d'avance sur le trio de poursuite et 1 minute et 23 secondes sur le peloton, écarts qui restent sensiblement les mêmes à 10 km de l'arrivée. Le peloton n'arrive pas à s'organiser et semble laisser envoler la victoire à Serafin Martinez. À 6 km de l'arrivée, les trois hommes en poursuite sont repris, mais le final n'est pas plat, les deux derniers kilomètres étant à une moyenne de 5 %. Serafin Martinez est désormais lancé seul face au peloton, emmené par l'équipe Astana. Il a toujours 1 minute et 8 secondes d'avance à 3 km de l'arrivée, mais l'écart descend vite et passe à 39 secondes.
L'équipe Astana est désormais relayée par l'équipe Omega Pharma-Lotto. Au pied de la montée finale, à 1,8 km de l'arrivée, Serafin Martinez n'a plus que 25 secondes d'avance sur le peloton. Alexander Kolobnev durcit l'allure du peloton et l'écart fond. Serafin Martinez est repris sous la flamme rouge, et se consolera avec le maillot de meilleur grimpeur. À 500 mètres, Philippe Gilbert passe à l'offensive et Joaquim Rodríguez (Team Katusha) tente de revenir. Les deux hommes se disputent la victoire. Gilbert est le plus fort et s'impose. Joaquim Rodríguez termine deuxième de l'étape, devant Igor Antón (Euskaltel) et Vincenzo Nibali (Liquigas).
Philippe Gilbert est le nouveau leader du Tour d'Espagne et s'empare donc du maillot rouge.

## Classement de l'étape
|    | Coureur           | Pays     | Équipe              |    | Temps           |
| -- | ----------------- | -------- | ------------------- | -- | --------------- |
| 1  | Philippe Gilbert  | Belgique | Omega Pharma-Lotto  | en | 4 h 06 min 12 s |
| 2  | Joaquim Rodríguez | Espagne  | Team Katusha        | +  | 3 s             |
| 3  | Igor Antón        | Espagne  | Euskaltel-Euskadi   |    | 13 s            |
| 4  | Vincenzo Nibali   | Italie   | Liquigas-Doimo      |    | 15 s            |
| 5  | Grega Bole        | Slovénie | Lampre-Farnese Vini |    | 15 s            |
| 6  | Nicolas Roche     | Irlande  | AG2R La Mondiale    |    | 15 s            |
| 7  | Denis Menchov     | Russie   | Rabobank            |    | 18 s            |
| 8  | Ezequiel Mosquera | Espagne  | Xacobeo Galicia     |    | 19 s            |
| 9  | David Arroyo      | Espagne  | Caisse d'Épargne    |    | 19 s            |
| 10 | Arthur Vichot     | France   | FDJ                 |    | 19 s            |

## Classement général
|    | Coureur             | Pays        | Équipe             |    | Temps           |
| -- | ------------------- | ----------- | ------------------ | -- | --------------- |
| 1  | Philippe Gilbert    | Belgique    | Omega Pharma-Lotto | en | 8 h 55 min 56 s |
| 2  | Joaquim Rodríguez   | Espagne     | Team Katusha       |    | 14 s            |
| 3  | Kanstantsin Siutsou | Biélorussie | Team HTC-Columbia  |    | 22 s            |
| 4  | Tejay van Garderen  | États-Unis  | Team HTC-Columbia  |    | 26 s            |
| 5  | Vincenzo Nibali     | Italie      | Liquigas-Doimo     |    | 28 s            |
| 6  | Peter Velits        | Slovénie    | Team HTC-Columbia  |    | 28 s            |
| 7  | Igor Antón          | Espagne     | Euskaltel-Euskadi  |    | 35 s            |
| 8  | Xavier Tondo        | Espagne     | Cervélo TestTeam   |    | 35 s            |
| 9  | Fränk Schleck       | Luxembourg  | Team Saxo Bank     |    | 36 s            |
| 10 | Xavier Florencio    | Espagne     | Cervélo TestTeam   |    | 41 s            |

## Abandons
- John-Lee Augustyn[3] (Team Sky)
- Ben Swift[4] (Team Sky)